# Gaighata Bakshi Kal
Gaighata Bakshi Khal és un canal natural arranjat d'uns 12 km que connecta el Damodar i el Rup Narayan a Bengala Occidental. L'administració del canal fou agafada pel departament d'irrigació del districte d'Howrah, avui dia part de Bengala Occidental, el 1894 i prorrogada per períodes de cinc en cinc anys.